# Малечник
Малечник (словен. Malečnik) — поселення в общині Марибор, Подравський регіон‎, Словенія.